# Mellahalli
 Mellahalli  là một thị trấn thuộc taluk Maddur, huyện Mandya, phía Nam bang Karnataka, Ấn Độ.